# Vincenzo Maenza
Vincenzo Maenza (Imola, Itàlia, 2 de maig de 1962) és un lluitador italià, ja retirat, guanyador de tres medalles olímpiques.
Va participar, als 18 anys, en els Jocs Olímpics d'Estiu de 1980 realitzats a Moscou (Unió Soviètica), on va finalitzar setè en la prova del pes mini mosca en la modalitat de lluita grecoromana. En els Jocs Olímpics d'Estiu de 1984 realitzats a Los Angeles (Estats Units) aconseguí guanyar la medalla d'or, un metall que tornà a aconseguir en els Jocs Olímpics d'Estiu de 1988 celebrats a Seül (Corea del Sud). En els Jocs Olímpics d'Estiu de 1992 celebrats a Barcelona (Catalunya) aconseguí guanyar la medalla de plata.
Al llarg de la seva carrera ha guanyat una medalla en el Campionat del Món de lluita, quatre medalles en el Campionat d'Europa i quatre medalles als Jocs del Mediterrani.